# Leibnizdenkmal (Leipzig)

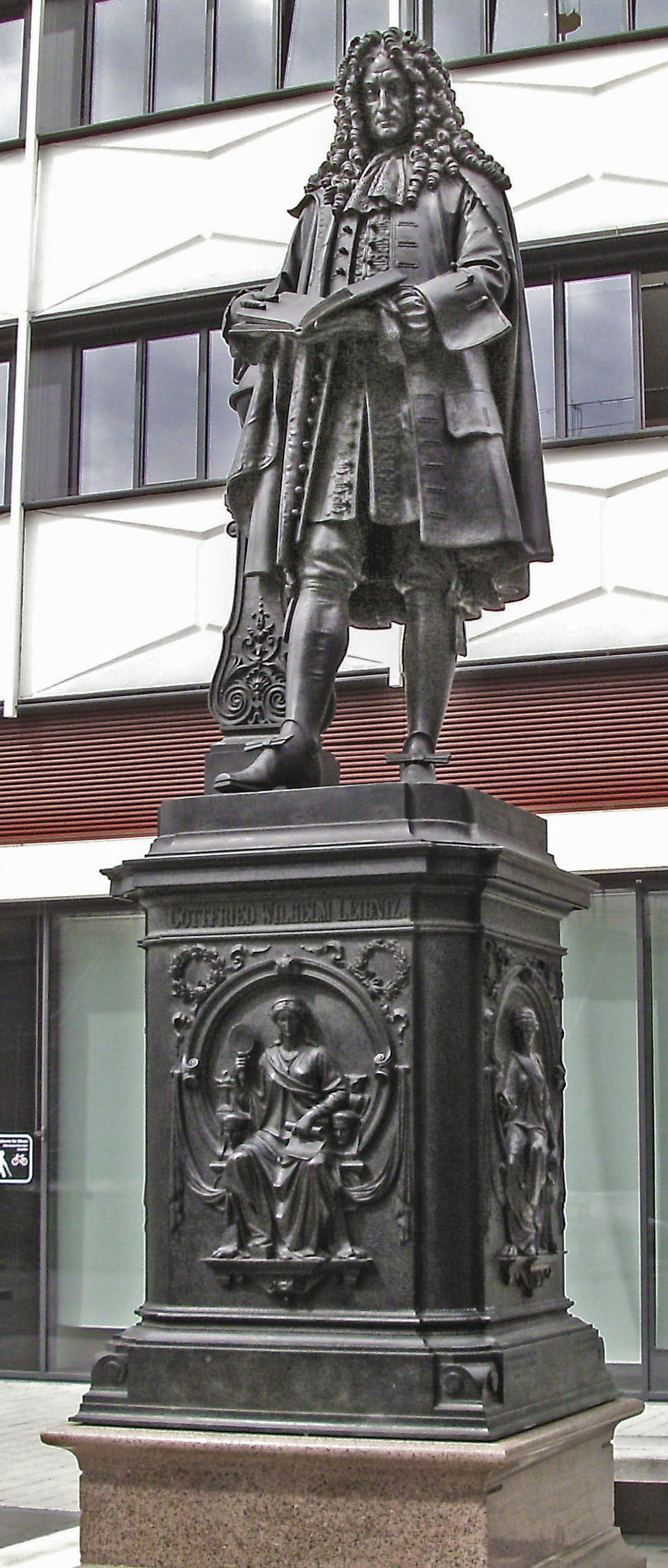
Das Leibnizdenkmal auf dem Universitätscampus Leipzig (2011)

Das Leibnizdenkmal im Innenhof des neuen Campus der Universität Leipzig (Leibnizforum) ehrt den Mathematiker, Philosophen, Physiker, Politiker und Diplomaten Gottfried Wilhelm Leibniz (1646–1716), der am 6. Juli 1646 in Leipzig geboren wurde und an der hiesigen Universität studierte. Er gilt als der Universalgelehrte seiner Zeit, als einer der bedeutendsten Philosophen des 17./18. Jahrhunderts und als wichtiger Vordenker der Aufklärung.

## Das Denkmal
Leibniz steht als überlebensgroße Bronzestatue auf einem quadratischen ebenfalls bronzenen Postament. Der Unterbau des Denkmals ist aus Granit. Obwohl auch nur in der Jugend mit Leipzig verbunden, ist Leibniz im Gegensatz zu Goethe in dessen Denkmal auf dem Naschmarkt nicht als Jugendlicher, sondern im reifen Mannesalter im Kostüm seiner Zeit als „Fürst der Wissenschaft“ dargestellt, der die Vereinigung von Theorie und Praxis in allen Wissenschaftsbereichen anstrebte. Er stützt sich rechts auf einen Globus als Zeichen der Macht und hält ein aufgeschlagenes Buch als Gelehrtencharakteristikum, was seinen historischen Handlungsspielraum charakterisiert.

Die am Postament dargestellten Fakultäten
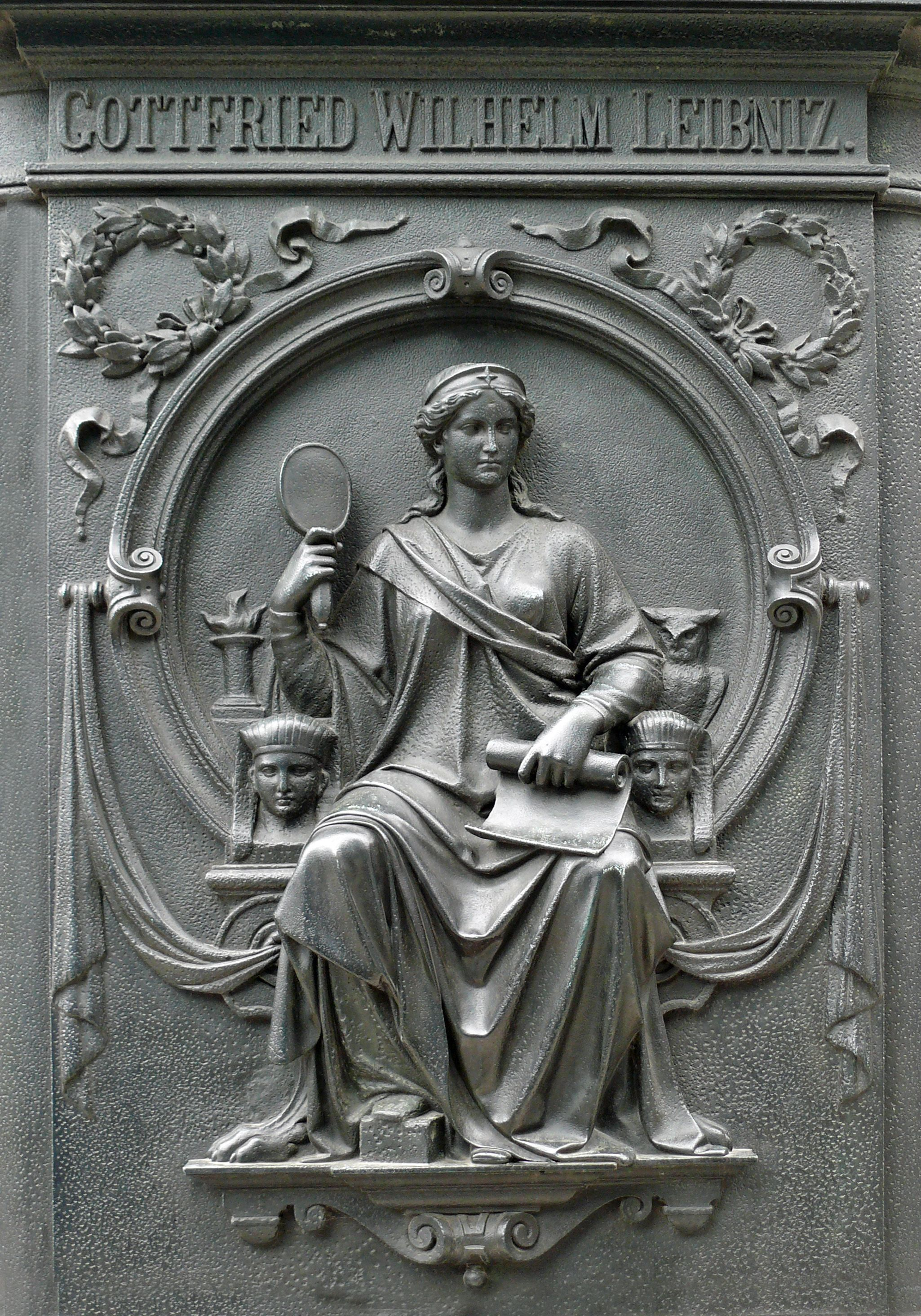
Philosophie
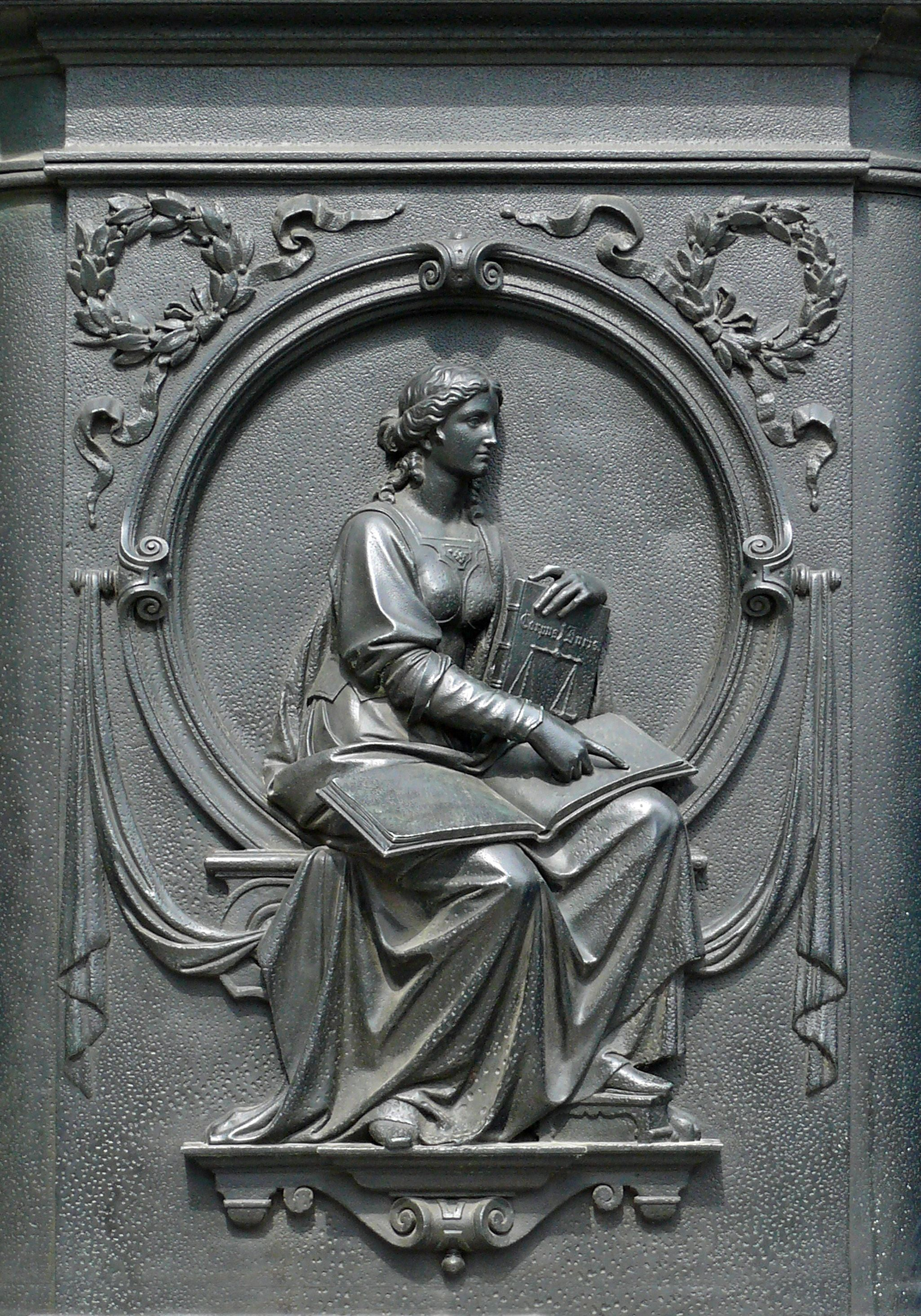
Jurisprudenz
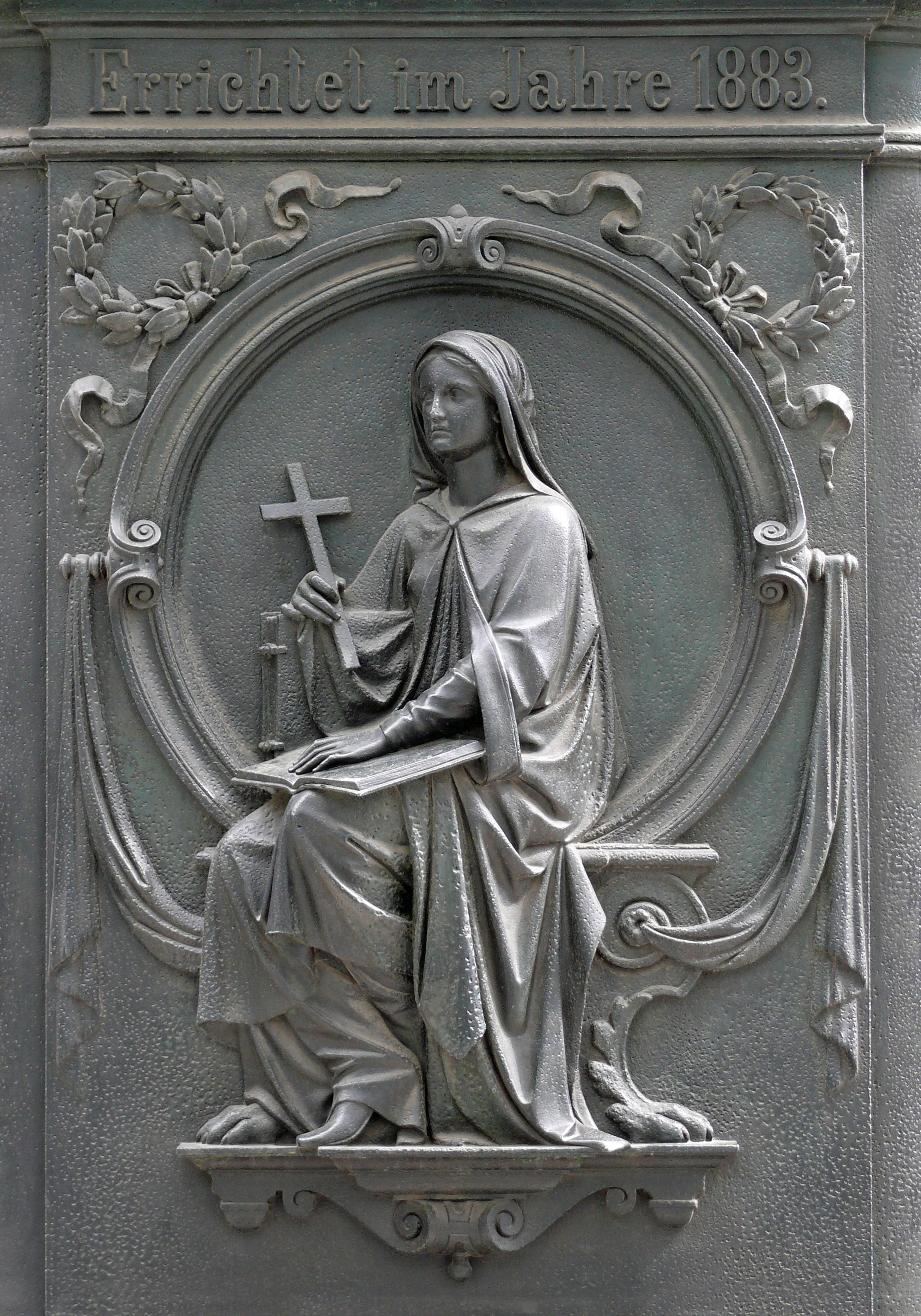
Theologie
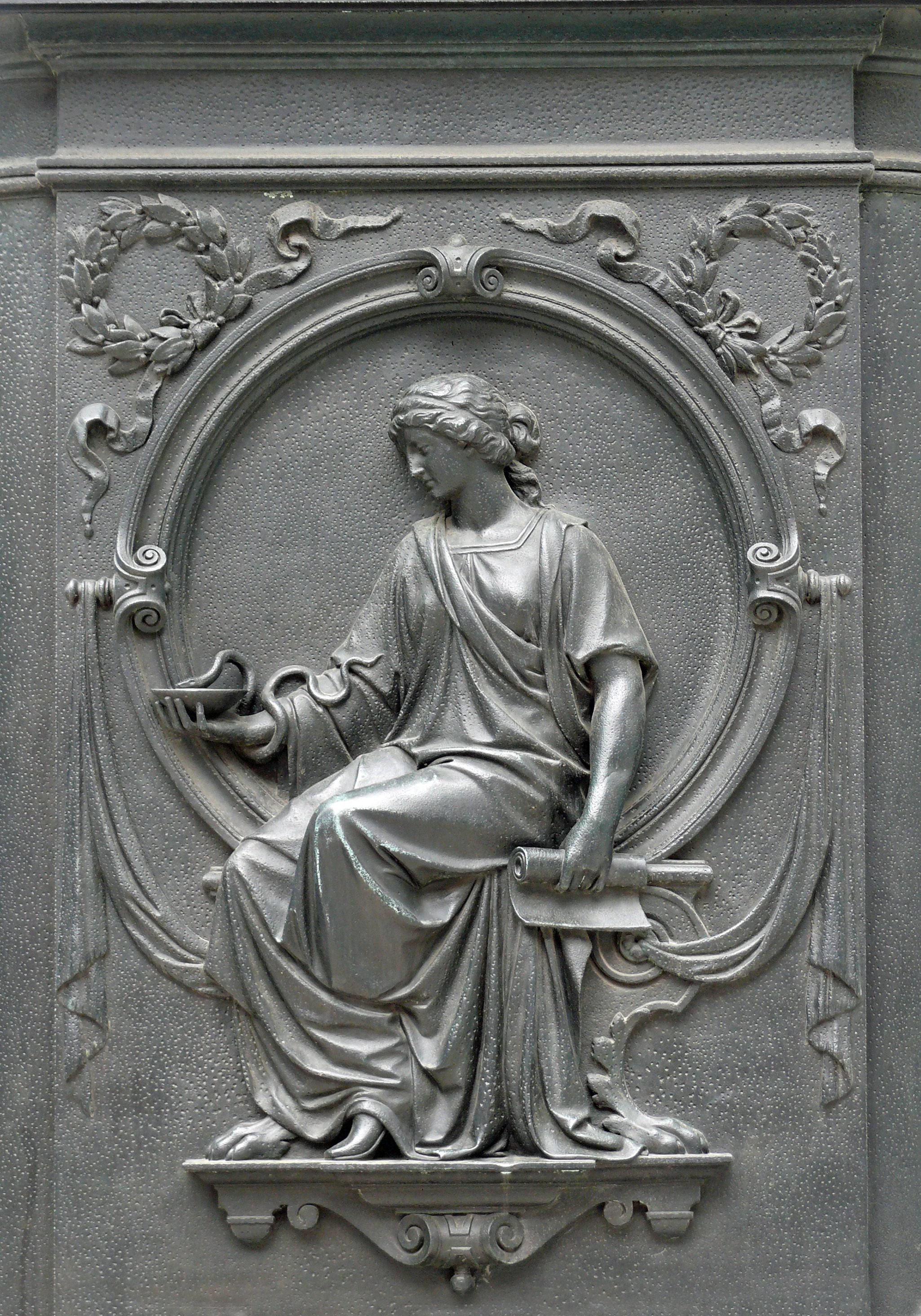
Medizin

Zur Kennzeichnung seiner umfassenden wissenschaftlichen Bedeutung sind am Postament auf vier Tafeln die zu seiner Zeit üblichen vier Fakultäten der Universität als Frauengestalten dargestellt. Bei der Philosophie auf der Vorderseite dient der Spiegel als Attribut der Selbsterkenntnis und die Eule als das der Gelehrsamkeit und des Wissens. Die Jurisprudenz auf der linken Seite hält ein Gesetzesbuch, auf dem eine Waage abgebildet ist. Auf der Rückseite ist die Theologie mit Kreuz und aufgeschlagener Bibel dargestellt. Bei der allegorischen Darstellung der Medizin auf der rechten Seite trinkt die Äskulapnatter, das Symboltier der Mediziner und Ärzte aus einer Schale.
Über der vorderen Tafel steht „GOTTFRIED WILHELM LEIBNIZ.“ und über der hinteren „Errichtet im Jahre 1883.“.

## Geschichte
In den 1840er Jahren entstand in Leipziger akademischen Kreisen die Idee für ein Leibnizdenkmal. Ein besonderer Verfechter war der Mathematiker Moritz Wilhelm Drobisch (1802–1896). Am 11. Juni 1846 erließen der Stadtrat und der Akademische Senat der Universität einen Aufruf zu freiwilligen Beiträgen für die Errichtung eines Leibnizdenkmals. Der langsam wachsende Stiftungsfonds schien 1869 dem Rat ausreichend, sich an den Dresdner Bildhauer Ernst Hähnel (1811–1891) zu wenden und Rat wegen des Leibniz- und eines Lutherdenkmals einzuholen. Nach Standort- und anderen Diskussionen wurde Letzteres schließlich als Reformationsdenkmal auf Empfehlung Hähnels von Johannes Schilling (1828–1910) ausgeführt, und Hähnel erhielt den Auftrag für das Leibnizdenkmal, dessen Erledigung er 1881 begann. Gegossen wurde das Denkmal von der Kunstgießerei Lenz in Nürnberg.

Standorte des Denkmals
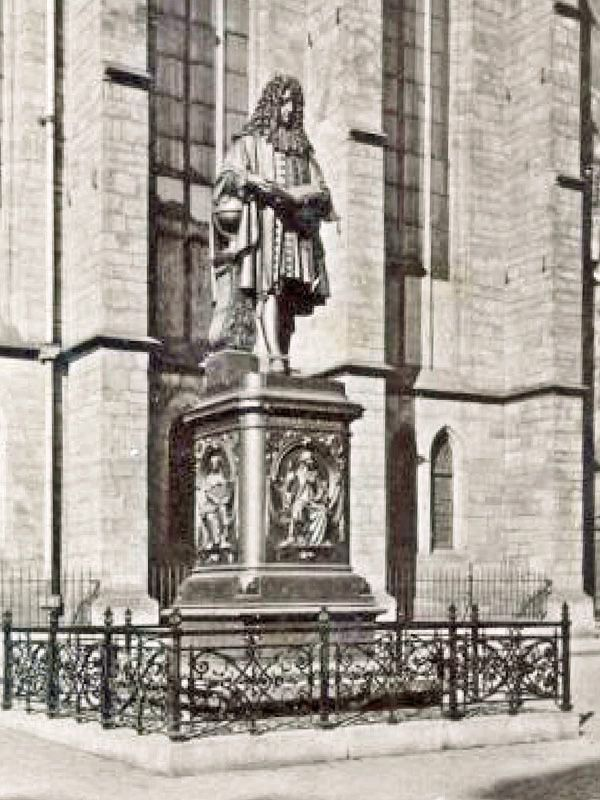
Vor der Thomaskirche (1890)
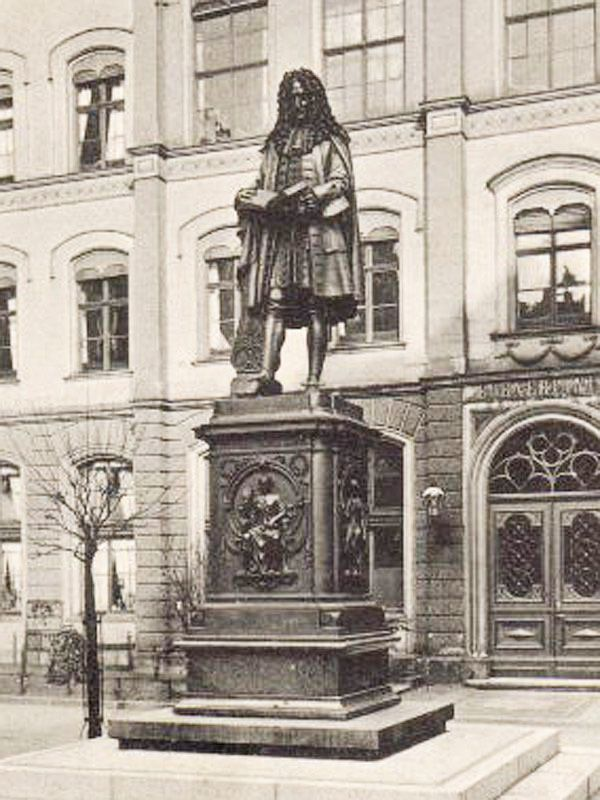
Im Uni-Campus vor dem Bornerianum (1908)
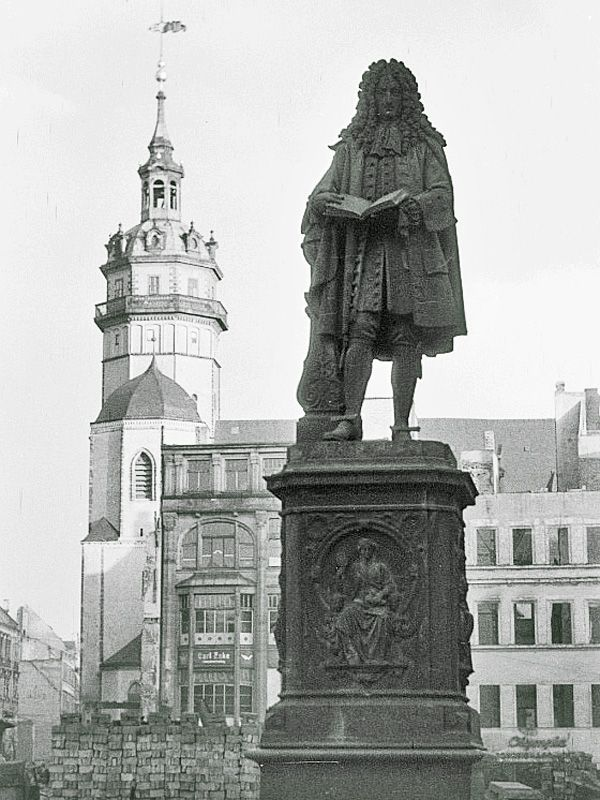
Im zerstörten Uni-Campus (1948)
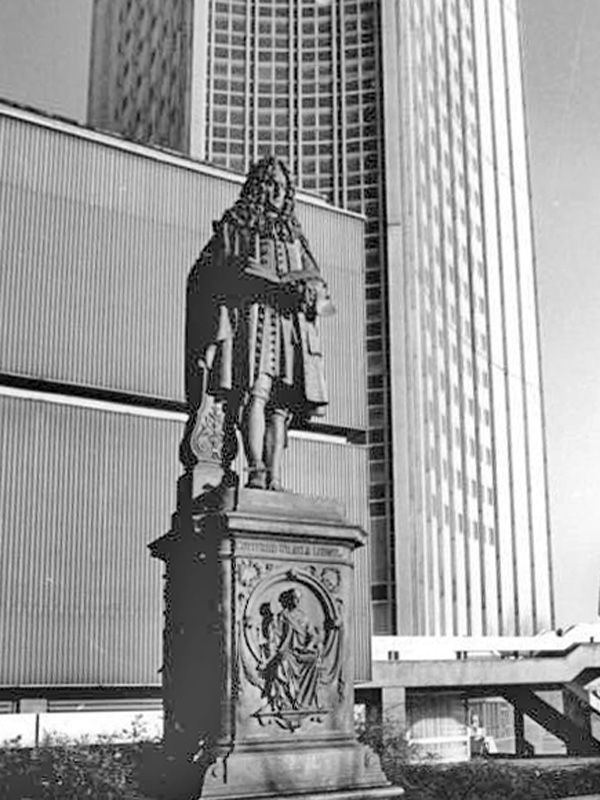
Gegenüber der Moritzbastei (1989)
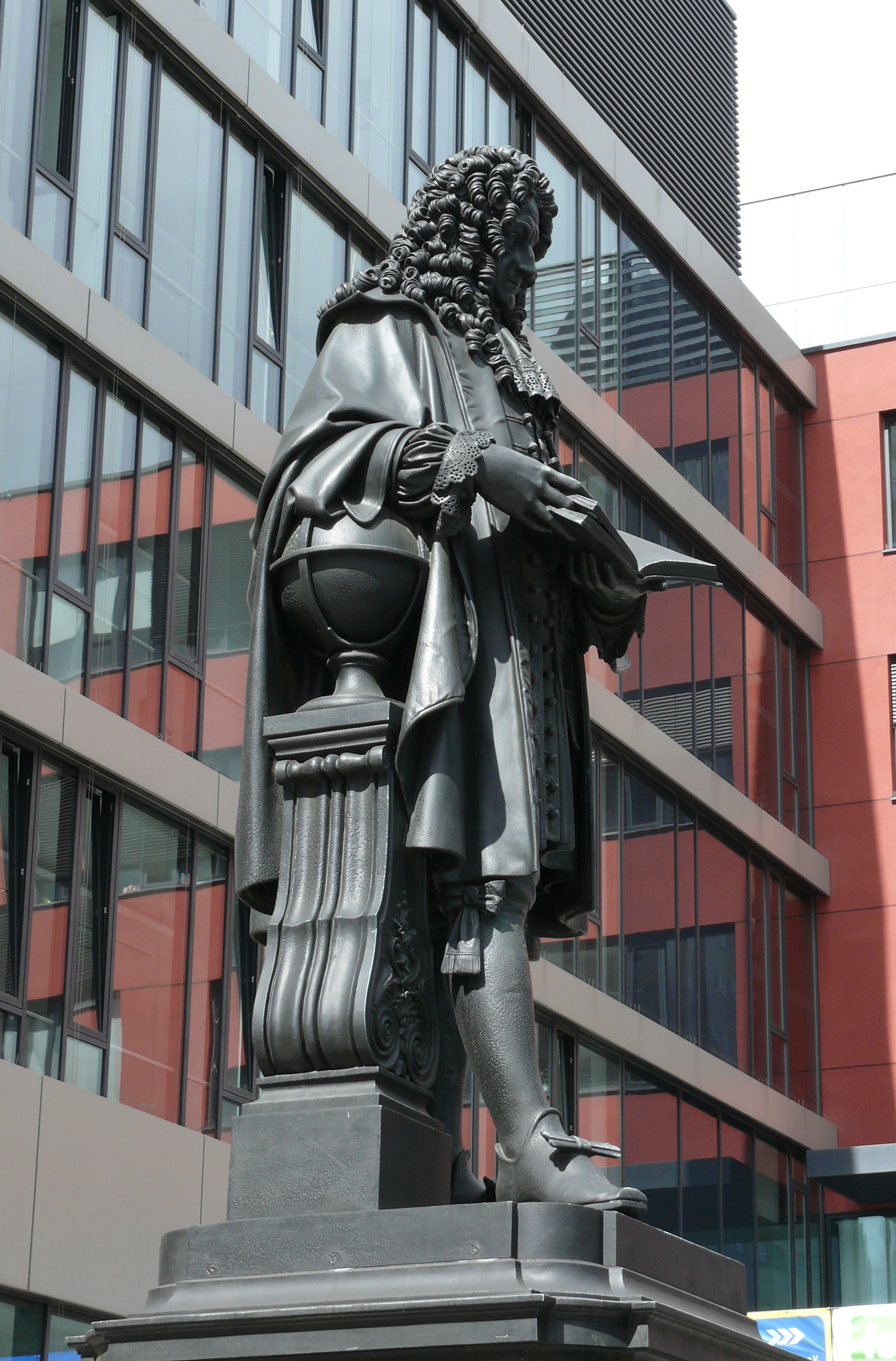
Im neuen Uni-Campus (2014)

Am 25. Oktober 1883 wurde es auf dem Thomaskirchhof eingeweiht. Hier stand es 13 Jahre und musste 1906 dem Bachdenkmal von Carl Seffner (1861–1932) weichen, das 1908 hier aufgestellt wurde. Das Leibnizdenkmal kam in den Paulinerhof der Universität, wo es mit dem Blick nach Süden vor dem Bornerianum postiert wurde. Die Bombennacht des 4. Dezember 1943 überstand das Denkmal und stand nun seiner umgebenden Gebäude weitgehend beraubt allein auf dem ehemaligen Universitätsgelände. Vor der Sprengung der benachbarten Universitätskirche St. Pauli am 30. Mai 1968 wurde es abgerissen und eingelagert. Nach den Neubauten der Universität in den 1970er Jahren bekam das Denkmal 1977 zwischen Hörsaalbau und Moritzbastei einen neuen Platz. Nach Fertigstellung des Neuen Paulinums steht es seit August 2008 im Innenhof der Universität, dem Leibnizforum, nahe seinem ehemaligen Standort, nun aber mit Blick nach Osten.